# حرب أوسيتيا الجنوبية 2008
حرب أوسيتيا الجنوبية هي حرب بين جورجيا وروسيا وجمهوريّتي أوسيتيا الجنوبية وأبخازيا. وقعت أحداث الحرب في شهر أغسطس من عام 2008، بعد فترة من تدهور العلاقات بين روسيا وجورجيا، وهما إحدى الدول المؤسسة للاتحاد السوفيتي سابقًا. دار الصراع في منطقة مهمةٍ جدًا من الناحية الاستراتيجية ضمن منطقة جنوب القوقاز. تُعد هذه الحرب أول حرب أوروبية في القرن الحادي والعشرين.
أعلنت جمهورية جورجيا استقلالها في مطلع العام 1991، حينما كان الاتحاد السوفيتي يمرّ بفترة الانهيار. اندلعت حربٌ بين جورجيا والانفصاليين إبان تلك الفترة، وأدت تلك الحرب إلى خضوع أجزاءٍ من أوبلاست أوسيتيا الجنوبية ذاتي الحكم في أيدي روسيا بحكم الأمر الواقع، وهي التي دعمت الانفصاليين على الرغم من غياب الاعتراف العالمي. تمركزت لجنة المراقبة المشتركة عقب الحرب في المنطقة، وتألّفت هذه اللجنة من قوات روسية وجورجيّة وأخرى تابعة للانفصاليين. نشَأت في منطقة أبخازيا أزمةٌ مشابهة حين شنّ الانفصاليون الأبخازيّون حربًا بين عامي 1992 و1993. بدأ تدهور العلاقات الروسية الجورجية بعد انتخاب فلاديمير بوتين رئيسًا في روسيا عام 2000، وتغيُّر النظامِ السياسي في جورجيا عقب ثورة الزهور في عام 2003، فتحوّل الوضع إلى أزمة دبلوماسية بحلول شهر أبريل من عام 2008. إثر ذلك، وبدءًا من 1 أغسطس عام 2008، بدأ الانفصاليون في أوسيتيا الجنوبية قصف القرى الجورجية، ولم تلق تلك الأفعال سوى استجابة غير منتظمة من طرف قوات حفظ السلام الجورجية في المنطقة. خرقت هجمات المدفعية التي شنّها الانفصاليون الموالون لروسيا أحكام اتفاقية وقف إطلاق النار لعام 1992، والتي نصّت على عدم السماح باستخدام هذا النوع من الأسلحة في منطقة النزاع. أعلن الرئيس الجورجي ساكاشفيلي عن هدنة أحادية الجانب في مساء السابع من أغسطس عام 2008، لكنها قوبلت بموجة جديدة من هجمات انفصاليّي أوسيتيا الجنوبية على القرى الجورجية. دفعت هذه الهجمات الحكومة الجورجية إلى «استرجاع النظام دستوريًا»، وإرسال الجيش الجورجي إلى منطقة النزاع في أوسيتيا الجنوبية قبل منتصف ليلة السابع من أغسطس. استولى الجورجيون على معظم أجزاء مدينة تسخينفالي، التي كانت معقلًا للانفصاليين، في غضون ساعات.
أصرّت جورجيا على موقفها القائل إن الجنود الروسيين عبروا الحدود الروسية الجورجية بصورة غير شرعية، قاطعين قناة روكي وصولًا إلى منطقة النزاع بحلول السابع من أغسطس قبل بدء عملية الجيش الجورجي، وهو اتهامٌ تنكره روسيا. جاء في تقرير الاتحاد الأوروبي الشهير أنه «في موقف لا يسمح له» تأكيد ادعاءات الجانب الجورجي أو إثباتها، لكنه أكّد صحة التقارير التي جاءت في وسائل الإعلام الروسية، والتي تشير إلى وجود القوات والمعدات الروسية في الجانب الجنوبي من سلسلة القوقاز ضمن أوسيتيا الجنوبية، خارج تلك الخاضعة لبعثة حفظ السلام. اتهمت روسيا الجانب الجورجي بارتكاب ممارسات عدوانية ضدّ أوسيتيا الجنوبية، وشنّت غزوًا بريًا وجويًا وبحريًا شاملًا على جورجيا في 8 أغسطس، وهي العملية التي أطلقت عليها روسيا اسم «تنفيذ السلام». حاربت قوات روسيا وأوسيتيا الجنوبية القوات الجورجية في جنوب أوسيتيا والمناطق المجاورة لها لمدة أيام، وانتهت المعارك بانسحاب القوات الجورجية. فتحت روسيا وأبخازيا جبهة أخرى عبر الهجوم على وادي كودوري الخاضع لسيطرة جورجيا. فرضت القوات البحرية الروسية حصارًا على جزءٍ من الساحل الجورجي، وهاجمت القوات الروسية الجوية أهدافًا تقع خلف منطقة النزاع، أي في أجزاءٍ غير متنازعٍ عليها ضمن جورجيا. كانت تلك أول حربٍ تتزامن فيها العمليات العسكرية مع الحرب السيبرانية. انتهت الحرب بإبرام الرئيس الفرنسي، نيكولا ساركوزي، مفاوضات أدت إلى توقيع اتفاقية وقف إطلاق النار في 12 أغسطس.
احتلت القوات الروسية مدن زوغديدي وسيناكي وبوتي وغوري لفترةٍ مؤقتة، واحتفظت بتلك المناطق لما بعد الهدنة. دمّر سكان أوسيتيا الجنوبية معظم القرى الجورجية إثنيًا في البلاد، وكان لهم دورٌ في التطهير العرقي للجورجيين. اعترفت روسيا باستقلال أبخازيا وأوسيتيا الجنوبية عن جورجيا في 26 أغسطس، في حين قطعت الحكومة الجورجية العلاقات الدبلوماسية مع روسيا. أكملت روسيا سحب جنودها من المناطق الجورجية غير المتنازع عليها في 8 أكتوبر تقريبًا، ولم تتضرر علاقات روسيا مع المجتمع الدولي جراء الحرب. أدت الحرب إلى نزوح 192 ألف شخص. بقي 20,272 شخصًا، أغلبهم جورجيون، في حالة نزوح بعد انتهاء الحرب على الرغم من عودة أغلب النازحين إلى بلدهم، وتلك البيانات من عام 2014. أصدرت المحكمة الأوروبية لحقوق الإنسان في عام 2021 حكمها في القضية، وأكدت أن روسيا امتلكت حينها «السيطرة المباشرة» على مناطق الانفصاليين، وكانت مسؤولة عن انتهاكات خطيرة لحقوق الإنسان وقعت في تلك المناطق.

## الخلفية التاريخية
تقع أوسيتيا الجنوبية وسط جورجيا من ناحية الشمال، وحدودها محاذية لجمهورية أوسيتيا الشمالية. غالبية الأوسيت في جمهورية الجنوب هم من المسيحيين. استولت روسيا على أوسيتيا كاملة عام 1878. قسمتها بعد الثورة البلشفية إلى كيانين، ألحق الشمالي بالاتحاد الروسي والجنوبي بجورجيا.
تحول جورجيا دون توحد أوسيتيا الجنوبية والشمالية. وقد بدأ التوتر في العلاقة بين أوسيتيا الجنوبية وجورجيا مع إتجاه الأخيرة إلى الاستقلال عن الاتحاد السوفيتي. ومع بداية التسعينيات أعلنت أوسيتيا الجنوبية نيتها إعلان المنطقة تابعه للنفوذ الروسي، وهو ما اعترض عليه البرلمان الجورجي، لتبدأ المواجهات بين الانفصاليين في أوسيتيا والشرطة الجورجية ما أسفر عن مقتل أكثر من عشرة.
ويقول الأوسيتيون إن استقلال جورجيا مارس عليهم ضغطاً حيث فرضت الأخيرة مع بداية سنة 1991 استعمال اللغة الجورجية على كل الإدارات الأوسيتية وهذا يشكل تحديا بالنسبة للزعماء الانفصاليين الذين يطالبون باستعمال اللغة الأوسيتية في منطقتهم.
وعرفت نهاية سنة 1991 توتراً شديداً في العلاقة بين الجانبين، حيث تعرض عدد من القرى في أوسيتيا الجنوبية إلى الإحراق والتدمير وسقوط عدد من القتلى، وبالمثل فقد رحلت عن أوسيتيا أعداد كبيرة من الجورجيين في إتجاه مناطق بعيدة.
وتوقفت أعمال العنف سنة 1992 وتوصل الجانبان إلى اتفاق سلام بينهما لكنه يبقى هشاً. ومع تجدد المواجهات منذ سنة 2004، وذلك بالرغم من قيام الرئيس الجورجي ميخائيل ساكاشفيلي سنة 2005 بعرض رؤية بلاده لحل الأزمة مع أوسيتيا في المحافل الدولية. وقد أعلنت أوسيتيا نيتها إجراء استفتاء لتقرير المصير سنة 2006 وهو ما رفضته جورجيا بشدة، واعتبرته روسيا من ناحية أخرى تعبيرا حراً لإرادة الاستقلال. وفي سعيها إلى دعم استقلالها عرفت أوسيتيا إتجاهاً إلى إقامة انتخابات رئاسية، حيث قاد اتحاد إنقاذ أوسيتيا الجنوبية الذي تأسس سنة 2006 انتخابات رئاسية في السنة نفسها جائت بالرئيس ديمتري ساناكويف.

## الأحداث الرئيسية

### الجمعة 8 أغسطس
- هجوم جورجي على أوسيتيا الجنوبية الجمهورية الانفصالية الموالية للروس نشأت معارك عنيفة بين القوات الأوسيتية والجورجية حول العاصمة تسخينفالي شارك فيها الطيران.
- عمليات قصف روسية على مدينة غوري الجورجية ومطار مارنيولي العسكري (شرق جورجيا).
- موسكو تندد بحالات «التطهير العرقي».
- نداءات دولية لوقف الأعمال العسكرية.
- اجتماع غير ناجح لمجلس الأمن الدولي حول الصراع.

### السبت 9 أغسطس
- اندلاع معارك عنيفة في أوسيتيا الجنوبية وروسيا تقصف غوري ومرفأ بوتي الجورجي على البحر الأسود.
- جورجيا تعد نفسها في «حالة حرب» وتأمر بسحب جنودها البالغ عددهم 2000 جندي من العراق.
- هجوم قوات أبخازيا على ممرات كودوري الجزء الوحيد في المنطقة الانفصالية الجورجية الموالية لروسيا الخاضعة لسيطرة الجورجيين.
- رئيس الوزراء الروسي فلاديمير بوتين يبرر التدخل الروسي «بالسياسة الإجرامية» التي تنتهجها جورجيا.
- جورجيا تطلب «مساعدة دولية عاجلة».
- الاتحاد الأوروبي يحذر روسيا مؤكدا أن استمرار العمليات العسكرية «سيؤثر» على علاقاتهما.
- فرنسا تدعو لاجتماع وزراء خارجية الاتحاد الأوروبي الأربعاء وترسل وزير خارجيتها برنار كوشنير في مهمة وساطة للخروج من الأزمة.
- دول البلطيق الثلاث، ليتوانيا وأستونيا ولاتفيا مع بولندا تطالب الاتحاد الأوروبي والحلف الأطلسي بمعارضة «السياسة الإمبريالية» لروسيا.
- فشل اجتماع جديد لمجلس الأمن الدولي ودعوة الأمين العام للأمم المتحدة بان كي مون لإنهاء العمليات العسكرية.
- أذربيجان تعلق صادراتها النفطية عبر المرافئ الجورجية.
- الرئيس الجورجي ميخائيل ساكاشفيلي يقترح وقفا لإطلاق النار على روسيا التي تطالب بانسحاب القوات الجورجية من منطقة النزاع.

### الأحد 10 أغسطس
- استمرار المعارك العنيفة في أوسيتيا الجنوبية وعمليات قصف روسية في ممرات كودوري على مرفأ بوتي وعلى مطار عسكري قرب تبليسي.
- موسكو تعلن إرسال 1000 جندي روسي إضافي وسفن حربية إلى جورجيا.
- السلطات الأوسيتية الجنوبية تعلن سقوط 1600 قتيل في تسخينفالي، والسفارة الروسية في تبليسي تقول «ما لا يقل عن 2000 مدني» قتل. وتبليسي تقدر الخسائر الجورجية بـ92 قتيلا.
- تسخينفالي تخضع لسيطرة الجيش الروسي، وجورجيا تسحب قواتها من أوسيتيا الجنوبية وتطالب بوساطة الولايات المتحدة.
- اتفاق بين روسيا وجورجيا على إقامة ممرات إنسانية لإجلاء الجرحى واللاجئين.
- البيت الأبيض يحذر روسيا من أن «تصعيدها غير المتكافئ والخطير» للنزاع في أوسيتيا الجنوبية سينعكس بشكل كبير على علاقاتهما.
- مرسوم صادر عن الرئيس الأبخازي سيرغي باغابش يعلن أبخازيا في «حالة حرب» على جزء من أراضيها الأحد لمدة عشرة أيام.
- دميتري ميدفيديف يندد بما وصفه «إبادة» في أوسيتيا الجنوبية.
- مقتل صحافيين في جنوب أوسيتيا يعملان في وسيلتي إعلام روسيتين، وإصابة صحافيين أميركيين يعملان مع صحيفة «ذي ميسنجر» الجورجية.
- ساكاشفيلي يدعو الحلف الأطلسي والأمم المتحدة والولايات المتحدة لمساعدة بلاده. وتبليسي تدعو روسيا إلى الشروع في مفاوضات وتأمر قواتها بوقف إطلاق النار. في المقابل موسكو تؤكد أن القوات الجورجية تابعت إطلاق النار.
- أبخازيا تقول إن جورجيا حشدت 4000 جندي على امتداد حدودهما.
- قصف جوي على مطار عسكري في جورجيا وسلطات جورجيا تتهم موسكو بقصف مطار تبليسي الدولي وروسيا تنفي.
- موسكو تؤكد أن «لا نية لديها باجتياح جورجيا».
- اتصال مباشر بين وزيري خارجية روسيا وجورجيا.
- تبليسي تسحب 1000 جندي من العراق على أن تستكمل سحب كامل جنودها لاحقا.
- واشنطن تتهم موسكو بالسعي لإسقاط النظام الجورجي وشن جزء_من «ترهيب» في جورجيا. وموسكو ترفض هذه الاتهامات وساكاشفيلي يقول إن وجود جورجيا مهدد.
- موسكو تنفي الاتهامات الأميركية حول نيتها الإطاحة بالرئيس الجورجي.
- وزارة الدفاع الروسية تعلن إغراق سفينة حربية جورجية قاذفة للصواريخ كانت تحاول مهاجمة سفن حربية روسية.
- اللجنة الدولية للصليب الأحمر تعلن نزوح حوالي 40 ألف شخص عن ديارهم جراء النزاع.
- رئاسة الأركان الروسية تعلن أن جورجيا تسحب قواتها من تسخينفالي عاصمة جنوب أوسيتيا التي بسطت قوات حفظ السلام الروسية سيطرتها على «القسم الأكبر منها».
- وزير الخارجية الفرنسي برنار كوشنير يصل تبليسي ويدعو لإيجاد وسائل من أجل وقف إطلاق نار فوري في النزاع القائم بين جورجيا وروسيا ويقدم خطة سلام من ثلاث نقاط يدعمها الاتحاد الأوروبي: احترام وحدة وسيادة أراضي جورجيا ووقف فوري للعمليات العدائية والعودة إلى الوضع الذي كان سائدا على الأرض قبل أندلاع المعارك.

## وصلات خارجية
- أوسيتيا الجنوبية.. الحرب مجددا - الجزيرة.نت.
- Ukrainian Mercenaries against South Ossetia نسخة محفوظة 23 أغسطس 2009 على موقع واي باك مشين.
- The Destiny of Croatian Serbs Awaited Ossetians نسخة محفوظة 23 أغسطس 2009 على موقع واي باك مشين.